# Martin Schieren
Martin Hermann Konrad Schieren (* 26. Mai 1886 in Issum; † 16. Dezember 1956 in Arnsberg) war ein deutscher Verwaltungsjurist und Abgeordneter (Christliche Volkspartei, Zentrum).

## Leben
Schieren war der Sohn des Arztes Martin Schieren und dessen Ehefrau Katharina geborene Knops. Er war katholisch und blieb unverheiratet.
Er besuchte das Collegium Augustinianum Gaesdonck in Goch und das Gymnasium Kempten/Niederrhein und legte dort am 31. März 1905 das Abitur ab. Er studierte 1905 bis 1908 Rechts- und Staatswissenschaften in Freiburg, Marburg, München und Bonn. Er war Mitglied der katholischen Studentenverbindungen KStV Thuringia Marburg und KStV Saxonia München im KV. Nach der erfolgreichen ersten Staatsprüfung 1908 war er Gerichtsreferendar, unter anderem beim Landgericht Duisburg. 1910 wurde er in Heidelberg zum Dr. jur. promoviert. Ab 1912 war er Gerichtsassessor und Hilfsrichter. Im August 1918 wurde er Regierungsassessor bei der Regierung Arnsburg. Im November 1919 wurde er kommissarisch, im Mai 1920 definitiv Landrat im Landkreis Westerburg. 1926 wurde er nach Beschwerden der Bevölkerung an die Regierung Köln versetzt. Dort war er Regierungsrat und ab 1929 Oberregierungsrat. 1930 wechselte er zur Regierung Trier, wo er 1931 zum Regierungsdirektor befördert wurde. Gleichzeitig war er Direktor beim Oberversicherungsamt Dortmund. 1948 wurde er pensioniert.
Von 1920 bis 1926 war er Abgeordneter im Nassauischen Kommunallandtag. Dort gehörte er dem Finanz-, Bau- und Wahlprüfungsausschuss an. Er war auch stellvertretendes Mitglied im Landesausschuss. Nach der Versetzung nach Köln 1926 verlor er sein Mandat. Parteipolitisch hatte er sich 1920 der Christlichen Volkspartei angeschlossen, die 1921 zur Zentrumspartei wurde.

## Werke
- Das Vergehen der Nötigung im deutschen Reichsstrafrecht (§ 240 StGB), Diss., 1910.
- Die Neuordnung der Verwaltungsrechtspflege in der britischen Zone, 1949.